# コップ・アウト 〜刑事した奴ら〜
『コップ・アウト 〜刑事した奴ら〜』（ - でかしたやつら、原題：Cop Out）は、2010年のアメリカ映画。

## あらすじ
ジミー・モンローとポール・ホッジスは、ニューヨーク市警察のベテラン刑事コンビ。ある日、二人は捜査中のミスで停職処分になってしまう。だが、ジミーには別れた妻との間に最愛の一人娘がおり、しかも娘はもうすぐ結婚式を挙げるというのだ。その式の費用を自らの手で払いたいジミーは、大切にしていたプレミア物のベースボールカードを泣く泣く手放すことにする。しかし、そのカードが何者かに強奪されてしまったため、彼はポールと共に犯人を追うのだが、行く先々でトラブルに巻き込まれてしまう。

## キャスト
| 役名                           | 俳優                           | 日本語吹替 |
| ------------------------------ | ------------------------------ | ---------- |
| ジェームズ・“ジミー”・モンロー | ブルース・ウィリス             | 内田直哉   |
| ポール・ホッジス               | トレイシー・モーガン           | 高木渉     |
| デイヴ                         | ショーン・ウィリアム・スコット | 小森創介   |
| バリー・マンゴールド           | アダム・ブロディ               | 中川慶一   |
| ハンサカー                     | ケヴィン・ポラック             | 後藤哲夫   |
| ロイ                           | ジェイソン・リー               |            |
| エヴァ・モンロー               | ミシェル・トラクテンバーグ     |            |
| デビー・ホッジス               | ラシダ・ジョーンズ             |            |
| ポー・ボーイ                   | ギレルモ・ディアス             | 白熊寛嗣   |
| フアン・ディアス               | コリー・フェルナンデス         |            |
| ガブリエラ                     | アナ・デ・ラ・レゲラ           |            |
| ラウル                         | フアン・カルロス・エルナンデス |            |
| ロシア人弁護士                 | フレッド・アーミセン           |            |